# Lasfelde
Lasfelde war ein Straßendorf entlang der Bundesstraße 243 am Oberharzrand im Sösetal und ist mittlerweile mit den Nachbardörfern Katzenstein und Petershütte sowie der ehemaligen Kreisstadt Osterode am Harz zusammengewachsen, sodass es nun einen Stadtteil von Osterode bildet. Osterode liegt im Landkreis Göttingen (ehemals im Landkreis Osterode am Harz) in Südniedersachsen in Deutschland.

## Geschichte

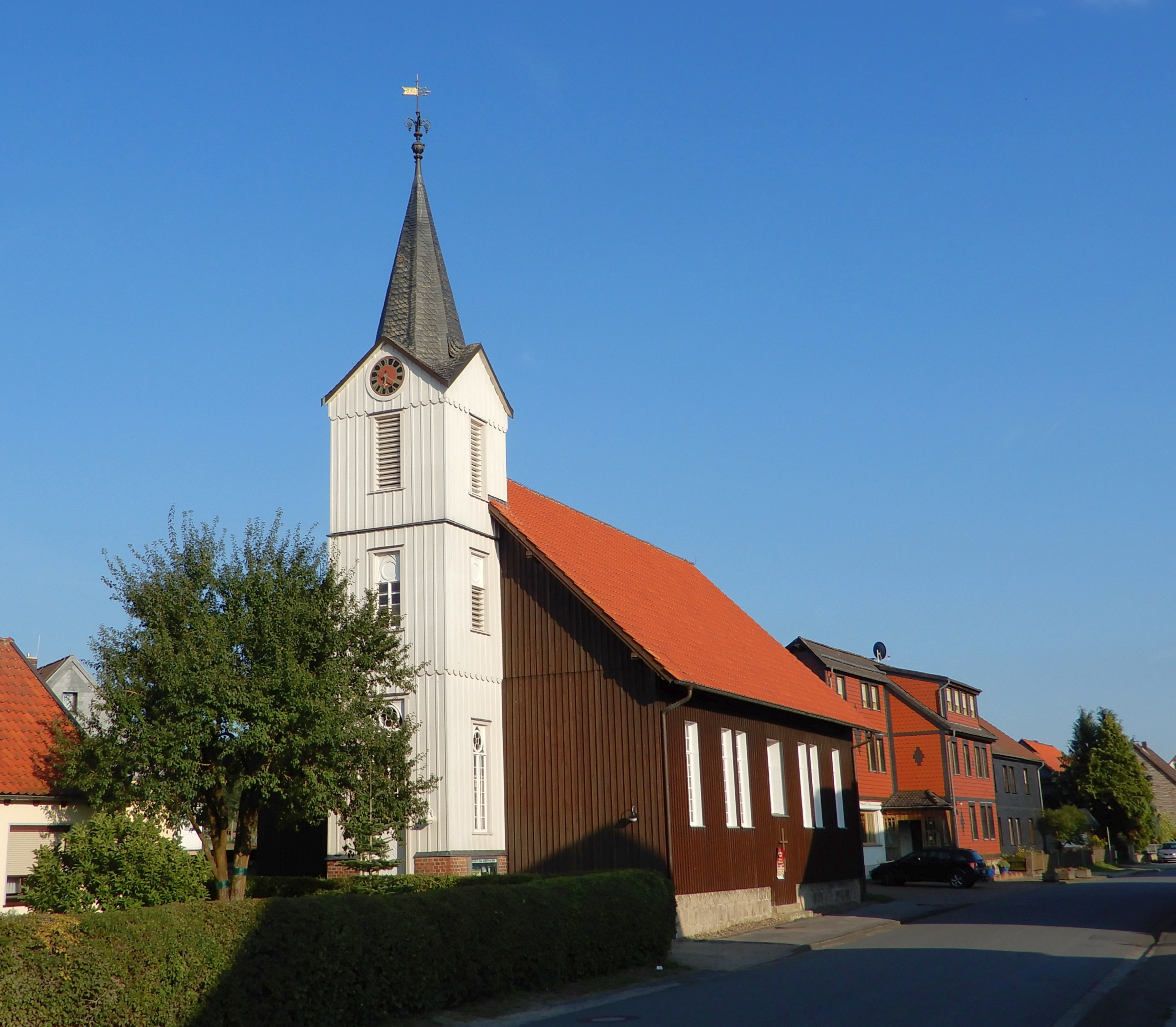
Kirche St. Simon und Judas

Das Dorf wurde an der Handelsstraße Northeim-Osterode-Goslar gegründet, zu deren Schutz die Pipinsburg (Osterode) beitrug. Im 12. Jahrhundert taucht es urkundlich als silva que dicitur Laresfelt und im Jahr 1225 als Larsfelde auf. Über Besitz in dem Dorf verfügte unter anderem Kurmainz, außerdem die Grafen der Burg Lutterberg und der Burg Scharzfels sowie das Kloster Walkenried und das Osteroder Jacobikloster. Später gehörte Lasfelde zum Amt Osterode. 1882 wurde die St. Simon und Judas Kirche gebaut, deren Gemeinde heute zum Kirchenkreis Harzer Land gehört. 1950 wurde das Gebäude der Grundschule errichtet. Am 1. Februar 1971 wurde Lasfelde eingemeindet.
Lasfelde bildet mit Katzenstein und Petershütte eine städtebauliche Einheit.

## Politik

### Ortsrat
Zusammen mit Katzenstein und Petershütte bildet Lasfelde einen gemeinsamen Ortsrat aus 13 Ratsfrauen und Ratsherren, der sich seit den Kommunalwahlen am 12. September 2021 wie folgt zusammensetzt (Veränderungen zu 2016):
- SPD: 8 Sitze (−1)
- CDU: 4 Sitze (−1)
- FDP: 1 Sitz (±0)

## Vereine
1934 wurde die Freiwillige Feuerwehr gegründet, die sich 1992 mit den Freiwilligen Feuerwehren von Katzenstein und Petershütte zusammenschloss. Sie hat auch einen Musikzug. Daneben besteht der Förderverein Dorfgemeinschaft Lasfelde e. V.

## Verkehr
Lasfelde verfügt über einen eigenen Anschluss an die vierspurig ausgebaute Bundesstraße 243. Über den Verkehrsverbund Süd-Niedersachsen ist der Ort an den ÖPNV angeschlossen und wird durch eine Buslinie bedient.
Lasfelde hatte einst zwei Haltepunkte an Bahnstrecken, die jedoch beide nicht mehr vorhanden sind: Es gab einen Haltepunkt Lasfelde an der Bahnstrecke Herzberg-Seesen, der jedoch nicht mehr bedient wird, sodass nun der Haltepunkt Osterode am Harz Mitte die nächstgelegene Bahnstation ist. Der Haltepunkt Lasfelde der stillgelegten Bahnstrecke Osterode–Kreiensen lag in der Straße An der Bahn bei der Bahnhofsgaststätte. 